# Patrick Stump
Patrick Martin Stump (Evanston, Illinois; 27 de abril de 1984), conocido profesionalmente como Patrick Vaughn Stump, es un cantante, compositor, músico, productor, actor y crítico musical estadounidense, principalmente conocido por ser el vocalista, guitarrista, pianista y compositor de Fall Out Boy. Durante el receso del grupo, Stump se embarcó en una carrera solista. Ha sido acreditado por ser un vocalista soul adecuado para el R&B, así como una de las mejores voces del pop punk, según Billboard.

## Carrera

### Con Fall Out Boy
Con Fall Out Boy tuvo sencillos en el top diez en el conteo Billboard Hot 100 y sus álbumes Infinity on High, Save Rock and Roll y American Beauty/American Psycho alcanzaron el número uno en la lista Billboard 200. La banda ha realizado numerosas giras, habiendo dado más de 1300 espectáculos desde su creación en 2001. Stump ha colaborado con una extensa lista de artistas y ha producido discos para otros artistas, incluyendo Cobra Starship y Gym Class Heroes.
El 4 de febrero de 2013 Fall Out Boy anunció su regreso con el sencillo «My Songs Know What You Did in the Dark (Light Em Up)» , del álbum Save Rock and Roll, y una posterior gira. El EP PAX AM Days fue lanzado más tarde el 15 de octubre de 2013. La voz de Stump en el sexto álbum American Beauty/American Psycho fue muy elogiada.

### Carrera como solista
Después del receso de Fall Out Boy a finales de 2009, lanzó su EP debut de seis canciones titulado Truant Wave el 22 de febrero de 2011. Stump publicó el 18 de octubre de 2011 su álbum debut como solista, Soul Punk; en el que escribió todas las canciones, tocó todos los instrumentos, lo produjo y además fue autofinanciado. Sirvió como una salida para la música que él no podía hacer con Fall Out Boy. Un remix de la canción «This City» se publicó como el primer sencillo del material en iTunes. Su influencia por Michael Jackson y Prince, entre muchos otros artistas es evidente a través de su sonido electrónico conmovedor. Para promover el material realizó giras en los Estados Unidos y también en Europa, también abrió shows de Panic! at the Disco por algunos meses.

## Discografía
Con Fall Out Boy
- 2003: Take This to Your Grave
- 2005: From Under the Cork Tree
- 2007: Infinity on High
- 2008: Folie à Deux
- 2013: Save Rock and Roll
- 2015: American Beauty/American Psycho
- 2018: M A  N   I    A
- 2023: So Much (For) Stardust

Solista
- Soul Punk (2011) (Billboard 200 n.º 47, UK n.º 143)[6]

EP
- Truant Wave (2011) (Billboard 200 n.º 67)

Colaboraciones con otros artistas
| Año  | Canción                                                                                 | Contribución                             | Artista                | Álbum                                               |
| ---- | --------------------------------------------------------------------------------------- | ---------------------------------------- | ---------------------- | --------------------------------------------------- |
| 2005 | "Cupid's Chokehold" (#4 Hot 100)                                                        | Voces                                    | Gym Class Heroes       | The Papercut Chronicles                             |
| 2005 | "Everything Is Alright"                                                                 | Voces                                    | Motion City Soundtrack | Commit This to Memory                               |
| 2006 | "Second Chances"                                                                        | Voces                                    | October Fall           | A Season In Hell                                    |
| 2006 | "Don't Wake Me Up"                                                                      | Voces                                    | The Hush Sound         | Like Vines                                          |
| 2006 | "One Day I'll Stay Home"                                                                | Voces                                    | Misery Signals         | Mirrors                                             |
| 2006 | "Queen of Apology"                                                                      | Remix                                    | The Sounds             | Snakes on a Plane: The Album                        |
| 2006 | "伝説の草原"                                                                            | Remix                                    | Chemistry              | Re:fo(u)rm                                          |
| 2007 | "If You Could Remember"                                                                 | Voces                                    | Damnation A.D.         | In This Life or the Next                            |
| 2007 | "One and Only"                                                                          | Coescritor/voces/guitarra                | Timbaland              | Shock Value                                         |
| 2007 | "Clothes Off!!"                                                                         | Voces                                    | Gym Class Heroes       | As Cruel as School Children                         |
| 2007 | "Cupid's Chokehold"                                                                     | Voces                                    | Gym Class Heroes       | As Cruel as School Children                         |
| 2007 | "King of Wishful Thinking"                                                              | Voces                                    | New Found Glory        | From the Screen to Your Stereo Part II              |
| 2007 | "The City Is at War"                                                                    | Coescritor/producción/voces              | Cobra Starship         | ¡Viva La Cobra!                                     |
| 2007 | "Guilty Pleasure"                                                                       | Coescritor/producción/voces              | Cobra Starship         | ¡Viva La Cobra!                                     |
| 2007 | "One Day, Robots Will Cry"                                                              | Coescritor/producción/voces              | Cobra Starship         | ¡Viva La Cobra!                                     |
| 2007 | "Kiss My Sass"                                                                          | Coescritor/producción/voces              | Cobra Starship         | ¡Viva La Cobra!                                     |
| 2007 | "Damn You Look Good and I'm Drunk (Scandalous)"                                         | Coescritor/producción/voces              | Cobra Starship         | ¡Viva La Cobra!                                     |
| 2007 | "The World Has Its Shine (But I Would Drop It on a Dime)"                               | Coescritor/producción/voces              | Cobra Starship         | ¡Viva La Cobra!                                     |
| 2007 | "Smile for the Paparazzi"                                                               | Coescritor/producción/voces              | Cobra Starship         | ¡Viva La Cobra!                                     |
| 2007 | "Angie"                                                                                 | Coescritor/producción/voces              | Cobra Starship         | ¡Viva La Cobra!                                     |
| 2007 | "Prostitution Is the World's Oldest Profession (And I, Dear Madame, Am a Professional)" | Coescritor/producción/voces              | Cobra Starship         | ¡Viva La Cobra!                                     |
| 2007 | "My Moves Are White (White Hot, That Is)"                                               | Coescritor/producción/voces              | Cobra Starship         | ¡Viva La Cobra!                                     |
| 2007 | "Pleasure Ryland"                                                                       | Coescritor/producción                    | Cobra Starship         | ¡Viva La Cobra!                                     |
| 2007 | "Little Weapon"                                                                         | Coescritor/producción                    | Lupe Fiasco            | Lupe Fiasco's the Cool                              |
| 2008 | "One of THOSE Nights"                                                                   | Coescritor/producción/voces/Instrumental | The Cab                | Whisper War                                         |
| 2008 | "Bounce"                                                                                | Producción/voces/instrumental            | The Cab                | Whisper War                                         |
| 2008 | "That '70s Song"                                                                        | Coescritor                               | The Cab                | Whisper War                                         |
| 2008 | "I'm a Wonder"                                                                          | Coescritor/voces                         | The Cab                | Whisper War                                         |
| 2008 | "Birthday Girl"                                                                         | Voces                                    | The Roots              | Rising Down                                         |
| 2008 | "Supersize Me"                                                                          | Producción                               | Tyga                   | No Introduction                                     |
| 2008 | "Don't Regret It Now"                                                                   | Producción/voces                         | Tyga                   | No Introduction                                     |
| 2008 | "Woww"                                                                                  | Producción                               | Tyga                   | No Introduction                                     |
| 2008 | "Est. (80's Baby)"                                                                      | Producción/coros                         | Tyga                   | No Introduction                                     |
| 2008 | "Guilty as Charged (song)"                                                              | Producción                               | Gym Class Heroes       | The Quilt                                           |
| 2008 | "Drnk Txt Rmeo"                                                                         | Producción                               | Gym Class Heroes       | The Quilt                                           |
| 2008 | "Like Father, Like Son (Papa's Song)"                                                   | Producción                               | Gym Class Heroes       | The Quilt                                           |
| 2008 | "Blinded by the Sun"                                                                    | Producción/voces                         | Gym Class Heroes       | The Quilt                                           |
| 2008 | "Catch Me If You Can"                                                                   | Producción                               | Gym Class Heroes       | The Quilt                                           |
| 2008 | "Live a Little"                                                                         | Producción                               | Gym Class Heroes       | The Quilt                                           |
| 2008 | "No Place to Run"                                                                       | Producción                               | Gym Class Heroes       | The Quilt                                           |
| 2008 | "That's What It Takes, Dear"                                                            | Voces                                    | Kristeen Young         | Music For Strippers, Hookers, and The Odd On-Looker |
| 2008 | "Little Things"                                                                         | Remix                                    | Good Charlotte         | Greatest Remixes                                    |
| 2009 | "Open Happiness"                                                                        | Voces                                    | Coca-Cola Company      | Coke Commercial                                     |
| 2009 | "You're Not In On The Joke"                                                             | Voces                                    | Cobra Starship         | Hot Mess                                            |
| 2010 | "Feet Don't Fail"                                                                       | Voces                                    | Claude Kelly           | Unknown                                             |
| 2010 | "The Other Side"                                                                        | Coescritor                               | Bruno Mars             | Doo-Wops & Hooligans                                |
| 2011 | "The Last Hero"                                                                         | Voces                                    | XV                     | Zero Heroes                                         |
| 2011 | "Bummed Out Blues"                                                                      | Voces                                    | Murs                   | Mursworld 2011 Winter/Spring                        |
| 2011 | "All Your Heart"                                                                        | Voces                                    | Transit                | Listen & Forgive                                    |
| 2011 | "Jock Powerviolence"                                                                    | Voces                                    | Weekend Nachos         | Worthless                                           |
| 2011 | "Everyday"                                                                              | Canción reversionada                     | Tribute album          | Listen to Me: Buddy Holly                           |
| 2012 | "Here I Am Alive"                                                                       | Coescritor                               | Yellowcard             | Southern Air                                        |
| 2012 | "Outlines"                                                                              | Coescritor                               | All Time Low           | Don't Panic                                         |
| 2013 | "Picture Perfect"                                                                       | Coescritor                               | Escape the Fate        | Ungrateful                                          |
| 2013 | "Dancing With The Devil"                                                                | Voces                                    | Krewella               | Get Wet                                             |
| 2013 | "I Stand Alone" (#41 Japan Hot 100)                                                     | Voces                                    | Robert Glasper         | Black Radio 2                                       |
| 2016 | "We Don’t Have To Dance"                                                                | Coescritor                               | Andy Black             | The Shadow Side                                     |

Coescribió "Homeless Romantic" y "Bottom Of The Glass" para el álbum The Deep End (2014).